# Çağlar Birinci
Çağlar Birinci (Trebisonda, 2 ottobre 1985) è un ex calciatore turco, di ruolo difensore.